# 木野内高
木野内 高（きのうち たかし、1960年6月29日 - ）は、福島県泉崎村出身の元競輪選手。日本競輪学校第53期生。

## 来歴
福島県立岩瀬農業高等学校、日本大学を経て競輪学校に入校。競輪学校時代の在校競走成績は123戦109勝、勝率は実に8割8分6厘であり、競輪学校が現在地に移転して以降の記録としては、岩崎誠一（31期、9割6分3厘）、神山雄一郎（61期、9割9厘）に次ぐ史上第3位。また、卒業記念レースでも、競走成績第2位だった俵信之らを寄せ付けず、完全優勝を果たした。
ところが、競輪学校卒業後に長期入院を余儀なくされたことが響き、他の同期よりも5か月遅れとなる、1984年10月13日のいわき平競輪場でようやくデビュー戦を迎えた（1着）。デビュー時、木野内は競輪学校時代の実績が認められ、当時最下級クラスとして存在したB級で一戦もすることなく、いきなりA級4班（当時）格付けとなったが、このデビューの遅れが後々にも影響し、以後、記念優勝こそ果たしたものの、特別競輪（GI）での活躍機会は訪れなかった。
2011年1月6日、選手登録削除。通算成績2229戦224勝、通算優勝回数16。